# 韓國警察廳
37°33′48″N 126°58′03″E / 37.563330°N 126.967482°E
警察廳（韩语：／ Gyeongchal-cheong */?），為大韓民國最高警務機構，成立於1991年8月1日，隸屬於行政安全部，管轄全國的警察系統。

## 成立法源
- 「政府組織法」 第34條第4項[6]
- 「警察法」 第2條第1項[7]

## 歷史
- 1945年10月21日: 美軍政廳體系下成立警察管理局與各道警察部。
- 1946年1月16日: 警察管理局升格為警事部、導入新的階級制度；同年4月1日，各道警察部改為管區警察廳[8] 。
- 1948年9月3日: 駐朝鮮美國陸軍司令部軍政廳將警察權移交韓國政府；同年7月17日， 內務部治安局成立[9] 。
- 1967年9月1日: 在各道、各主要市成立戰鬥警察隊。
- 1974年12月24日: 內務部治安局改組為治安本部。[10] 本部長改為別定職公務員[11]
- 1991年7月31日: 重組為警察廳。[12]
- 1996年8月8日: 海洋警察業務移交海洋水產部，成立海洋警察廳。[13]
- 1998年2月28日: 上級機關的內務部與總務處整合、成立行政自治部。[14]
- 2008年2月29日: 行政自治部改組為行政安全部。[15]
- 2013年3月23日: 行政安全部改組為安全行政部。[16]
- 2014年11月19日: 安全行政部改組為行政自治部。[17]
- 2017年7月26日: 行政自治部改為行政安全部。[18]

## 組織

### 廳長
- 發言人[19]
  - 公關辦公室[20]

### 次長
| 企劃調整官室 - 革新企劃調整擔當官室 - 財政擔當官室 - 規制改革法務擔當官室 警務人事企劃官室 - 警務擔當官室 - 人事擔當官室 - 教育政策擔當官室 - 福祉政策擔當官室 監察官室 - 監察擔當官室 - 監査擔當官室 - 人權保護擔當官室 情報和裝備政策官室 - 情報和裝備企劃擔當官室 - 情報通信擔當官室 - 裝備擔當官室 科學搜查管理官室 - 科學搜查擔當官室 - 犯罪分析擔當官室 生活安全局 - 犯罪預防政策課 - 生活秩序課 - 女性青少年課 - 性暴力對策課 搜查局 - 搜查企劃官室 - 搜查企劃課 - 特殊搜查課 - 刑事課 - 搜查課 - 犯罪情報課 網路安全局 - 網路安全課 - 網路搜查課 - 數位鑑識中心 交通局 - 交通企劃課 - 交通安全課 - 交通運營課 警備局 - 恐攻危機管理官室 - 警備課 - 警護課 - 航空課 - 危機管理中心 情報局 - 情報審議官室 - 情報第1課 - 情報第2課 - 情報第3課 - 情報第4課 保安局 - 保安第1課 - 保安第2課 - 保安第3課 - 保安第4課 外事局 - 外事企劃課 - 外事情報課 - 外事搜查課 - 國際協力課 | - 韓國警察大學 - 警察人材開發院 - 中央警察學校 - 警察捜査研修院 - 警察醫院 - 地方警察廳 - 首爾特別市地方警察廳 - 釜山廣域市地方警察廳 - 大邱廣域市地方警察廳 - 仁川廣域市地方警察廳 - 光州廣域市地方警察廳 - 大田廣域市地方警察廳 - 蔚山廣域市地方警察廳 - 京畿道南部地方警察廳 - 京畿道北部地方警察廳 - 江原道地方警察廳 - 忠清北道地方警察廳 - 忠清南道地方警察廳 - 全羅北道地方警察廳 - 全羅南道地方警察廳 - 慶尚北道地方警察廳 - 慶尚南道地方警察廳 - 濟州特別自治道地方警察廳 |

## 廳員
警察廳內的公務職員數量如下
| 總計          | 總計            | 1,820名 |
| ------------- | --------------- | ------- |
| 警察公務員 計 | 警察公務員 計   | 1,128名 |
|               | 治安總監        | 1名     |
|               | 治安正監        | 1名     |
|               | 治安監          | 10名    |
|               | 警務官          | 5名     |
|               | 總警            | 45名    |
|               | 警正 以下       | 1,066名 |
|               |                 |         |
| 一般行政職 計 | 一般行政職 計   | 692名   |
|               | 高位公務員團    | 2名     |
|               | 3級以下 5級以上 | 15名    |
|               | 6級以下         | 673名   |
|               | 專門經歷官      | 2名     |

## 財政
2018年 總收入·總支出 財務預算如下

| 類別                 | 類別                 | 2018年 預算            | 與去年相比 |
| -------------------- | -------------------- | ---------------------- | ---------- |
| 一般會計             | 一般會計             | 8914億 8000萬 韓元     | +0.7%      |
| 責任營運機關特別會計 | 責任營運機關特別會計 | 344億 7181萬 9000韓元  | -0.1%      |
|                      | 警察醫院             | 344億 7181萬 9000韓元  | -0.1%      |
|                      |                      |                        |            |
| 合計                 | 合計                 | 9259億 5181萬 9000韓元 | +0.6%      |

| 類別                 | 類別                 | 類別                 | 2018年 預算                 | 與去年相比 |
| -------------------- | -------------------- | -------------------- | --------------------------- | ---------- |
| 一般會計             | 一般會計             | 一般會計             | 10兆 4591億 8455萬 9000韓元 | +4.2%      |
|                      | 警察                 | 警察                 | 10兆 4169億 5755萬 9000韓元 | +4.0%      |
|                      | 支援弱勢階層         | 支援弱勢階層         | 422億 2700萬 韓元           | +75.3%     |
| 區域發展特別會計     | 區域發展特別會計     | 警察                 | 40億 2700萬 韓元            | +5.0%      |
| 責任營運機關特別會計 | 責任營運機關特別會計 | 責任營運機關特別會計 | 729億 6581萬 9000韓元       | +5.2%      |
|                      | 警察醫院             | 警察                 | 729億 6581萬 9000韓元       | +5.2%      |
|                      |                      |                      |                             |            |
| 合計                 | 合計                 | 合計                 | 10兆 5361億 7737萬 8000韓元 | +4.2%      |